# 福岡県看護協会
公益社団法人福岡県看護協会（こうえきしゃだんほうじんふくおかけんかんごきょうかい、英称：Fukuoka Nursing Association）は、福岡県知事所管の福岡県の看護師を会員とする公益法人。

## 本部所在地
- ナースプラザ福岡：〒812-0054 福岡県福岡市東区馬出4丁目10番1号

## 訪問看護ステーション
- 訪問看護ステーションくるめ 
  - 〒830-0038 久留米市西町105番地18
- 訪問看護ステーションこが 
  - 〒811-3116 古賀市庄205番地